# Liteň
Liteň (Duits: Litten) is een Tsjechische vlek (městys) in de regio Midden-Bohemen, en maakt deel uit van het district Beroun. Liteň telt 1227 inwoners (2023).

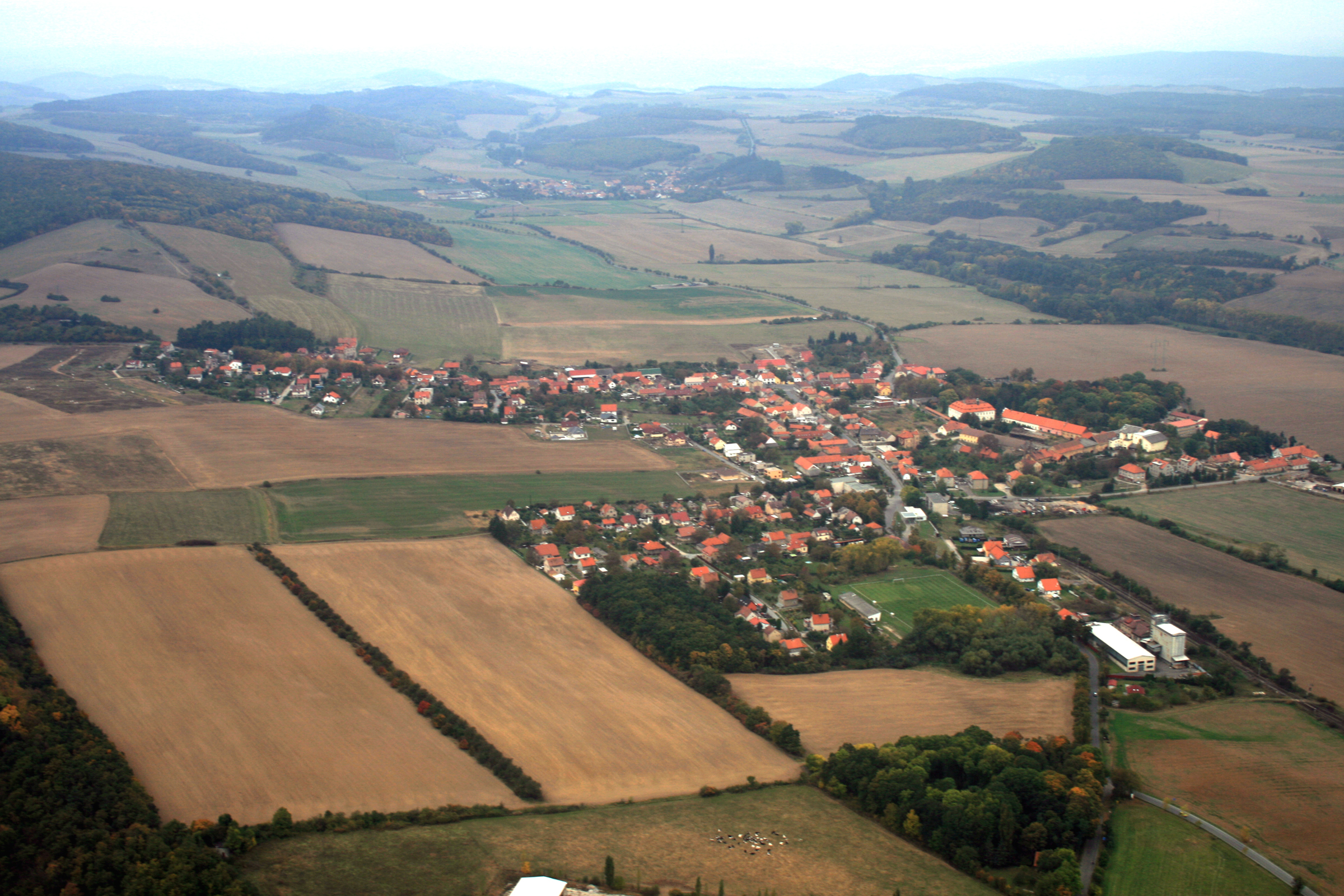
Luchtfoto van Liteň

## Geschiedenis
- 1195 – De eerste schriftelijke vermelding van Liteň.
- 2006 – De gemeente Liteň krijgt (opnieuw) de status vlek.[1]